# Trigonostemon heteranthus
Trigonostemon heteranthus är en törelväxtart som beskrevs av Robert Wight. Trigonostemon heteranthus ingår i släktet Trigonostemon och familjen törelväxter. Inga underarter finns listade i Catalogue of Life.